# Volevčice (okres Jihlava)
Obec Volevčice (německy Wolewtschitz) se nachází v okrese Jihlava v Kraji Vysočina. Žije zde 69 obyvatel.

## Název
Jméno vesnice má základ v osobním jméně Volevec. Toto osobní jméno znamenalo "potomek Volův", přičemž jméno Vol byla domácká podoba některého jména obsahujícího Vol- (jako Volimir, Volehost, Volislav). Výchozí tvar Volevčici byl původním pojmenováním obyvatel vsi a znamenal "Volevcovi lidé". Podoba jména v písemných pramenech: Bolewczicz (1366), na Volebčicích (1447), Wollewcžicz (1678), Wolewžitz (1718), Wolewtschitz (1720), Welmoschitz (1751), Wolewtschitz a Wolewčice (1846), Wolewtschitz a Volevčice (1872), Volevčice (1881), Volevčice a Wolewtschitz (1924).

## Historie
První písemná zmínka o obci pochází z roku 1366.
Od 1. dubna 1980 do 31. prosince 1992 byly místní částí Telče, od 1. ledna 1992 jsou samostatnou obcí.

## Přírodní poměry
Volevčice leží v okrese Jihlava v Kraji Vysočina. Nachází se 3 km severně od Telče. Geomorfologicky je oblast součástí Křižanovské vrchoviny a na rozmezí jejich podcelků Dačická kotlina a Brtnická vrchovina, v jejíž rámci spadá pod geomorfologický okrsek Markvartická pahorkatina. Průměrná nadmořská výška činí 541 metrů. Nejvyšší bod o nadmořské výšce 580 metrů stojí severně od obce. Volevčicemi protéká potok Vanůvek, v jižní části obce se do něm vlévá Studnický potok. Jihozápadní hranici tvoří Telčský potok. Severozápadně od obce se na Vanůvku rozkládá několik rybníků.

## Obyvatelstvo
Podle sčítání 1930 zde žilo v 25 domech 127 obyvatel. 127 obyvatel se hlásilo k československé národnosti. Žilo zde 125 římských katolíků a 2 evangelíci.
| Rok            | 1869 | 1880 | 1890 | 1900 | 1910 | 1921 | 1930 | 1950 | 1961 | 1970 | 1980 | 1991 | 2001 | 2011 |
| Počet obyvatel | 158  | 166  | 163  | 153  | 154  | 164  | 127  | 97   | 85   | 87   | 71   | 57   | 56   | 47   |

## Obecní správa a politika
Obec leží na katastrálním území Volevčice u Telče. Volevčice mají 7členné zastupitelstvo, v jehož čele stojí starosta Miroslav Vávrů. Ve volbách roku 2010 kandidovali pouze SNK Volevčice. Volební účast činila 57,05 %. Volevčice jsou členem Mikroregionu Telčsko a místní akční skupiny Mikroregionu Telčsko.

## Hospodářství a doprava
Obcí prochází silnice III. třídy č. 11263, která se západně od obce napojuje na komunikaci II. třídy č. 112. Dopravní obslužnost zajišťují dopravci ICOM transport, Radek Čech - Autobusová doprava a ČSAD Jindřichův Hradec. Autobusy jezdí ve směrech Dačice, Budeč, Nová Říše, Telč, Řásná, Třešť, Jihlava, Bítov, Černíč, Myslůvka, Mrákotín a Jindřichův Hradec. Obcí prochází žlutě značená turistická trasa z Doupě do Telče.

## Pamětihodnosti
- Památkově chráněná zvonice u silnice